# 玉割り人ゆき 西の廓夕月楼
『玉割り人ゆき 西の廓夕月楼』（たまわりにんゆき にしのくるわゆうずきろう）は、1976年公開の日本映画。潤ますみ主演・牧口雄二監督。東映京都撮影所製作。R−18作品。原作は松森正の劇画『玉割り人ゆき』。
併映は『愉快な極道』（若山富三郎主演・山下耕作監督）、『くの一忍法 観音開き』（橘麻紀主演・皆川隆之監督）。

## 概要
1975年公開された同じ潤ますみ主演・牧口雄二監督の『玉割り人ゆき』の続編。前作と同じ1975年の8月の『暴力金脈』／『けんか空手 極真拳』と、「トラック野郎シリーズ」第1作『トラック野郎・御意見無用』／『帰って来た女必殺拳』の間に公開を予定されていたが公開されず、その後半年お蔵入りされて、牧口監督の3作目『五月みどりのかまきり夫人の告白』（五月みどり主演、1975年11月1日公開）が先に公開された。
シリーズ3作目製作の予定もあったが、作られることはなかった。

## あらすじ
"玉割り人ゆき"シリーズ2作目。古都金沢の廓を舞台に、玉割り人ゆきの娼妓たちを相手にした性の訓練と青年楼主との愛を描く。

## 製作

### 脚本
舞台が原作とは違うので実際は脚本・田中陽造のオリジナル。田中と牧口監督、プロデューサーと金沢にロケハンに行ったが、由緒正しげな町背景にポルノが馴染まず、九谷焼の絵師をヒロインに絡ませるというストーリーも段取りめいてつまらないと牧口とプロデューサーから却下され、会社から1963年の佐久間良子主演、田坂具隆監督『五番町夕霧楼』にあやかって作れと指示された。金沢方言は、生粋の金沢出身者が二人がかりで手直しした。

### 撮影
製作費は前作と同様500万円と牧口が当時のインタビューで述べていたが、1996年のインタビューでは、もう100万円出してやると言われ、このため金沢でロケをすることができたと述べている。低予算の東映ニューポルノのため残業は一切禁止、撮影関係者の努力で金沢近くの海岸でロケ2日半、実働12日間で撮影された。最初と最後の橋は物語上では金沢周辺でなくてはならないが、京都木津川流れ橋で撮影されている。

### キャスティング
お俊役の中島葵は、主役の潤ますみが芝居が下手過ぎて、すごい上手い人が欲しいとキャスティングされた。三味線を自分で全部弾き、「すごいですよ。本当の役者でしたよ。今、そんなことが出来る女優はいない」などと牧口は称賛している。
反対に潤ますみは「雰囲気だけの女優」と手厳しい。
また、『仮面の忍者 赤影』の赤影役として一世を風靡した坂口徹（坂口祐三郎）が夕月楼の主人・清次郎を演じ、落剥する男を好演、男の哀感に坂口自身の境遇が重なっている。

## スタッフ
- 企画：三村敬三、奈村協
- 監督：牧口雄二
- 原作（劇画）：三木孝祐、松森正
- 脚本：田中陽造
- 撮影：塩見作治
- 音楽：渡辺岳夫
- 美術：竹川輝夫
- 編集：神田忠男

## キャスト
- ゆき：潤ますみ
- 清次郎：坂口徹
- お俊：中島葵
- 美代：森崎由紀
- 伊藤青雨：長島隆一
- 上原：成瀬正